# Айску, Самуэль
Самуэль (Сэмуэль) Айску (Эйску или Аскью) (англ. Samuel Ayscough; 1745–1804) – английский библиограф
, библиотекарь
.

## Биография
Сын и внук печатников из Ноттингема.
Получил образование в Ноттингемской средней школе (Nottingham High School). Помогал отцу во время неудач в бизнесе, спекуляциях и сельском хозяйстве. Наконец, когда семья столкнулась с полным разорением, нанялся управлять мельницей по соседству и работал мельником, чтобы содержать отца и сестру. Новый старт в жизни оказался неудачным, но старый друг и однокашник Джон Имер (впоследствии лорд-мэр Лондона ) услышал о его горе и послал за ним примерно в 1770 году, чтобы тот приехал в Лондон, и устроил ёго на работу в столице.
Долгое время служил библиотекарем Британского музея. Впервые описал 5000 рукописей музея, издал это описание в «Catalogue of the MSS, preserved in the British Museum» (Лонд., 1782). Затем принимал участие в составлении каталога печатных книг этого музея (вместе с Мэти и Гарпером) «Catalogus librorum impressorum, qui in Mus. Brit. adservantur» (2 ч. 1787), составлял указатели к некоторым периодическим изданиям и к сочинениям Шекспира.